# Xesús Ferro Ruibal

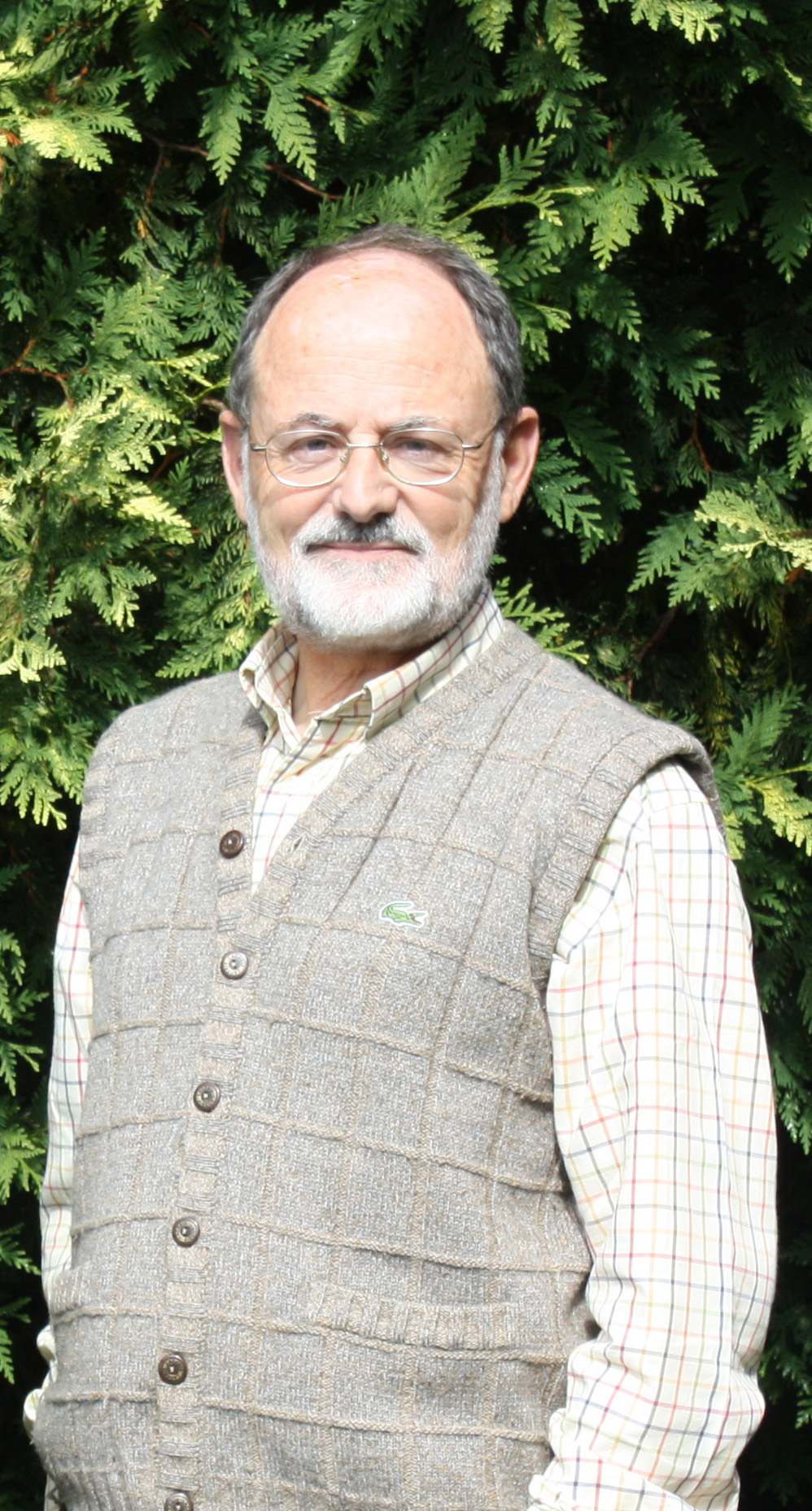
Xesús Ferro Ruibal

Xesús Ferro Ruibal (* 1944 in Moraña, Spanien) ist ein spanischer Theologe, Philologe und Journalist aus Galicien.
Er ist ein Mitglied der RAG (Real Academia Galega) und er half, die Bibel in die Galicische Sprache zu übersetzen. Er arbeitet an einem Projekt über Phraseologismus von Centro Ramón Piñeiro para a Investigación en Humanidades.

## Werke
- Dido e Eneas. Xénese, nacemento e vida de dous personaxes polémicos da Eneida, 1983
- Refraneiro galego básico, 1987
- A Igrexa e a lingua galega, 1988
- Diccionario dos nomes galegos, 1992
- Xosé Chao Rego: renacer galego. (Actas do Simposio-Homenaxe), Fundación Bautista Álvarez de Estudos Nacionalistas, 2010.
- O libro da vaca. Monografía etnolingüística do gando vacún, Centro Ramón Piñeiro para a Investigación en Humanidades, 2010, ISBN 978-84-453-4948-9 (mit Pedro Benavente Jareño)[1]